# Ruszlan Rafikovics Naszibulin
Ruszlan Rafikovics Naszibulin vagy Naszibullin (oroszul: Руслан Рафикович Насибулин/Насибуллин) (Verhoturje vagy Szverdlovszk, 1981. március 2. –) Európa-bajnok, olimpiai bronzérmes oroszországi baskír tőrvívó.